# Clivio
Clivio – miejscowość i gmina we Włoszech, w regionie Lombardia, w prowincji Varese.
Według danych na rok 2004 gminę zamieszkiwały 1963 osoby, 981,5 os./km².